# A (Jethro Tull)
A är det 13:e studioalbumet av Jethro Tull. Det släpptes den 29 augusti 1980 i Storbritannien och 1 september samma år i USA. Albumet spelades in sommaren 1980 i Maison Rouge Mobile och Maison Rouge Studios i Fulham, London. Eddie Jobson gästade på albumet och spelade keyboard och elektrisk fiol. Albumet producerades av Ian Anderson och Robin Black.
A spelades in som ett avsett Ian Anderson-soloalbum innan Jethro Tulls skivbolag, Chrysalis, bad att albumet skulle krediteras gruppen. Detta är anledningen till albumets titel, eftersom inspelnings-banden märktes "A" för "Anderson".

## Låtlista
Sida 1
1. "Crossfire" –3:55
2. "Fylingdale Flyer" – 4:35
3. "Working John, Working Joe" – 5:04
4. "Black Sunday" – 6:35

Sida 2
1. "Protect and Survive" – 3:36
2. "Batteries Not Included" – 3:52
3. "Uniform" – 3:34
4. "4.W.D. (Low Ratio)" – 3:42
5. "The Pine Marten's Jig" (instrumental) – 3:28
6. "And Further On" – 4:21

- Alla låtar skrivna av Ian Anderson, med bidrag från Eddie Jobson.

## Medverkande
Jethro Tull
- Ian Anderson – sång, flöjt
- Martin Barre – gitarr
- Dave Pegg – basgitarr, mandolin
- Mark Craney – trummor

Bidragande musiker
- Eddie Jobson – keyboard, elektrisk violin, synthesizer

Produktion
- Ian Anderson – musikproducent
- Robin Black – musikproducent, ljudtekniker
- John Shaw – foto
- Peter Wagg – omslagsdesign